# Maximumbreak
Een maximumbreak is in het snooker de hoogste break die een speler kan maken, namelijk 147 punten. Een maximumbreak wordt ook wel kortweg een maximum of een 147 (one-four-seven) genoemd.
Een maximumbreak wordt verkregen door na elke rode bal de zwarte bal te potten, en vervolgens alle kleuren te potten. Een maximum is qua prestige vergelijkbaar met een 9-darter in darts en een Perfect-game in bowlen, allemaal voorbeelden van sporten waar het op perfecte beheersing aankomt.
De meeste topspelers maken op de oefentafel regelmatig een maximum, maar in de competitie en op toernooien is een maximum vrij uitzonderlijk. Het maken van een maximum wordt dan ook altijd op een staande ovatie onthaald en felicitaties van de tegenspeler, scheidsrechter en eventuele andere spelers. Op de rankingtoernooien leverde dit in het verleden meestal ook een flinke prijs op.
De snelste maximumbreak in de geschiedenis is gemaakt door Ronnie O'Sullivan in het wereldkampioenschap van 1997, in 5 minuten en 20 seconden.
Tijdens het WK Snooker van 2008 scoorden zowel Ronnie O'Sullivan en Ali Carter een one-four-seven. Dit was een unicum, want voor de eerste keer werden er twee one-four-sevens op één toernooi gemaakt.
In theorie is een break hoger dan 147 ook mogelijk, maximaal 155. Dit is mogelijk wanneer een speler aan het begin van het spel (wanneer alle ballen nog op tafel liggen) een free ball toegekend krijgt. Dit gebeurt wanneer de tegenspeler een fout maakt en de speler daardoor gesnookerd is. Hij mag vervolgens elke bal op de tafel uitkiezen om te spelen in plaats van de bal waarop hij normaal had moeten spelen.
Als de speler een free ball toegekend krijgt voor een rode bal, en hij nomineert een gekleurde bal om op te spelen, dan mag hij na het potten daarvan uiteraard weer op een gekleurde bal spelen. Wordt ook die gepot, dan kan de break op de normale manier (rood-gekleurd-rood...) voortgezet worden. Op deze manier is dus maximaal 155 mogelijk (1 punt van de free ball-rode en 7 punten voor een zwarte bal extra). De Maltees Tony Drago staat in het Guinness Book of Records met een score van 149.
Welshman Jackson Page maakte in het kwalificatietoernooi van het wereldkampioenschap snooker 2025 als eerste speler in één wedstrijd twee maximums en won daarmee 170.000 Euro.

Ronnie O'Sullivan was de tweede speler die op één dag in één wedstrijd 2 maximums maakte. Dat was op 15 augustus 2025 in de halve finale van de Saudi Arabia Snooker Masters, tegen Chris Wakelin. Hij verdiende daarmee £147.000.

## Lijst
Een (onvolledige) lijst van maximumbreaks op toernooien:
| Datum             | Speler             | Tegenstander          | Toernooi                             |
| ----------------- | ------------------ | --------------------- | ------------------------------------ |
| 11 januari 1982   | Steve Davis        | John Spencer          | Lada Classic                         |
| 23 april 1983     | Cliff Thorburn     | Terry Griffiths       | Wereldkampioenschap                  |
| 28 januari 1984   | Kirk Stevens       | Jimmy White           | Masters                              |
| 17 november 1987  | Willie Thorne      | Tommy Murphy          | UK Championship                      |
| 20 februari 1988  | Tony Meo           | Stephen Hendry        | Rothmans Matchroom League            |
| 24 september 1988 | Alain Robidoux     | Jim Meadowcroft       | European Open                        |
| 18 februari 1989  | John Rea           | Ian Black             | Scottish Professional Championship   |
| 8 maart 1989      | Cliff Thorburn     | Jimmy White           | Matchroom League                     |
| 16 januari 1991   | James Wattana      | Paul Dawkins          | Mita World Masters                   |
| Juni 1991         | Peter Ebdon        | Wayne Martin          | Strachan Open                        |
| Februari 1992     | James Wattana      | Tony Drago            | British Open                         |
| 22 april 1992     | Jimmy White        | Tony Drago            | Wereldkampioenschap                  |
| 9 mei 1992        | John Parrott       | Tony Meo              | Matchroom League                     |
| 24 mei 1992       | Stephen Hendry     | Willie Thorne         | Matchroom League                     |
| November 1992     | Peter Ebdon        | Ken Doherty           | UK Championship                      |
| September 1994    | David McDonnell    | Nic Barrow            | British Open                         |
| 27 april 1995     | Stephen Hendry     | Jimmy White           | Wereldkampioenschap                  |
| 25 november 1995  | Stephen Hendry     | Gary Wilkinson        | UK Championship                      |
| 5 januari 1997    | Stephen Hendry     | Ronnie O'Sullivan     | Liverpool Victoria Charity Challenge |
| 21 april 1997     | Ronnie O'Sullivan  | Mick Price            | Wereldkampioenschap                  |
| September 1997    | James Wattana      | Pang Wei Guo          | Catch China International            |
| 16 mei 1998       | Stephen Hendry     | Ken Doherty           | Doc. Marten's Premier League         |
| 10 augustus 1998  | Adrian Gunnell     | Mario Wehrmann        | Thailand Masters                     |
| 13 augustus 1998  | Mehmet Husnu       | Eddie Barker          | China International                  |
| 13 januari 1999   | Jason Prince       | Ian Brumby            | British Open                         |
| 29 januari 1999   | Ronnie O'Sullivan  | James Wattana         | Regal Welsh Open                     |
| 4 februari 1999   | Stuart Bingham     | Barry Hawkins         | UK Tour Event                        |
| 22 maart 1999     | Nick Dyson         | Adrian Gunnell        | UK Tour Event                        |
| 6 april 1999      | Graeme Dott        | David Roe             | British Open                         |
| 19 september 1999 | Stephen Hendry     | Peter Ebdon           | British Open                         |
| 21 september 1999 | Barry Pinches      | Joe Johnson           | Regal Welsh Open                     |
| 13 oktober 1999   | Ronnie O'Sullivan  | Graeme Dott           | totesport Grand Prix                 |
| 4 november 1999   | Karl Burrows       | Adrian Rosa           | Masters                              |
| 22 november 1999  | Stephen Hendry     | Paul Wykes            | UK Championship                      |
| 21 januari 2000   | John Higgins       | Dennis Taylor         | Nations Cup                          |
| 24 maart 2000     | John Higgins       | Jimmy White           | Masters                              |
| 24 maart 2000     | Stephen Maguire    | Phaitoon Phonbun      | Regal Scottish Open                  |
| 5 april 2000      | Ronnie O'Sullivan  | Quinten Hann          | Regal Scottish Open                  |
| 25 oktober 2000   | Marco Fu           | Ken Doherty           | Regal Scottish Masters               |
| 7 november 2000   | David McLellan     | Steve Meakin          | Masters                              |
| 19 november 2000  | Nick Dyson         | Robert Milkins        | UK Championship                      |
| 25 februari 2001  | Stephen Hendry     | Mark Williams         | Malta Grand Prix                     |
| 17 oktober 2001   | Ronnie O'Sullivan  | Drew Henry            | LG Cup                               |
| 12 november 2001  | Shaun Murphy       | Adrian Rosa           | Masters                              |
| 28 oktober 2002   | Tony Drago         | Stuart Bingham        | Masters                              |
| 22 april 2003     | Ronnie O'Sullivan  | Marco Fu              | Wereldkampioenschap                  |
| 12 oktober 2003   | John Higgins       | Mark Williams         | LG Cup                               |
| 12 november 2003  | John Higgins       | Michael Judge         | British Open                         |
| 4 oktober 2004    | John Higgins       | Ricky Walden          | Grand Prix                           |
| 17 november 2004  | David Gray         | Mark Selby            | UK Championship                      |
| 20 april 2005     | Mark Williams      | Robert Milkins        | Wereldkampioenschap                  |
| 23 oktober 2006   | Jamie Cope         | Michael Holt          | Grand Prix                           |
| 14 januari 2007   | Ding Junhui        | Anthony Hamilton      | Saga Insurance Masters               |
| 15 februari 2007  | Andrew Higginson   | Allister Carter       | Welsh Open                           |
| 7 november 2007   | Ronnie O'Sullivan  | Allister Carter       | Northern Ireland Trophy              |
| 15 december 2007  | Ronnie O'Sullivan  | Mark Selby            | UK Championship                      |
| 28 april 2008     | Ronnie O'Sullivan  | Mark Williams         | Wereldkampioenschap                  |
| 29 april 2008     | Ali Carter         | Peter Ebdon           | Wereldkampioenschap                  |
| 16 december 2008  | Ding Junhui        | John Higgins          | UK Championship                      |
| 28 april 2009     | Stephen Hendry     | Shaun Murphy          | Wereldkampioenschap Sheffield        |
| 22 mei 2010       | Neil Robertson     | Peter Pertiller       | Austrian Snooker Open                |
| 23 mei 2010       | Stuart Bingham     | Christian Bucher      | Austrian Snooker Open                |
| 20 september 2010 | Ronnie O'Sullivan  | Mark King             | 12bet.com World Open                 |
| 23 oktober 2010   | Mark Williams      | Diana Schuler         | Rhein-Main Masters (EPTC-3)          |
| 26 augustus 2011  | Ronnie O'Sullivan  | Adam Duffy            | Paul Hunter Classic                  |
| 23 april 2012     | Stephen Hendry     | Stuart Bingham        | Wereldkampioenschap Sheffield        |
| 23 september 2012 | John Higgins       | Judd Trump            | Shanghai Masters                     |
| 5 december 2012   | John Higgins       | Mark Davis            | UK Championship                      |
| 2 maart 2014      | Ronnie O'Sullivan  | Ding Junhui           | Welsh Open                           |
| 15 maart 2014     | Luca Brecel        | Dirk Coppens          | Belgium Ranking                      |
| 23 oktober 2014   | Ryan Day           | Cao Yupeng            | Haining Open                         |
| 5 december 2014   | Ronnie O'Sullivan  | Matthew Selt          | UK Championship                      |
| 5 januari 2015    | Barry Hawkins      | Stephen Maguire       | Championship League                  |
| 11 januari 2015   | Marco Fu           | Stuart Bingham        | Masters                              |
| 6 februari 2015   | Judd Trump         | Mark Selby            | German Masters                       |
| 10 februari 2015  | David Gilbert      | Xiao Guodong          | Championship League                  |
| 6 december 2015   | Neil Robertson     | Liang Wenbo           | UK Championship                      |
| 11 december 2015  | Marco Fu           | Sam Baird             | Gibraltar Open                       |
| 19 februari 2016  | Ding Junhui        | Neil Robertson        | Welsh Open                           |
| 25 februari 2016  | Fergal O'Brien     | Mark Davis            | Championship League                  |
| 27 augustus 2016  | Thepchaiya Un-Nooh | Kurt Maflin           | Paul Hunter Classic                  |
| 20 september 2016 | Stephen Maguire    | Yi Chen Xu            | Shanghai Masters                     |
| 28 september 2016 | Shaun Murphy       | Allan Taylor          | European Masters                     |
| 16 november 2016  | John Higgins       | Sam Craigie           | Northern Ireland Open                |
| 27 november 2016  | Mark Allen         | Rod Lawler            | UK Championship                      |
| 8 december 2016   | Ali Carter         | Wang Yuchen           | German Masters (Q)                   |
| 10 januari 2017   | Mark Davis         | Neil Robertson        | Championship League                  |
| 1 februari 2017   | Ton Ford           | Peter Ebdon           | German Masters                       |
| 2 maart 2017      | Mark Davis         | John Higgins          | Championship League                  |
| 30 maart 2017     | Judd Trump         | Tian Pengfei          | China Open                           |
| 6 april 2017      | Gary Wilson        | Josh Boileau          | Wereldkampioenschap (Q)              |
| 18 oktober 2017   | Liang Wenbo        | Tom Ford              | English Open                         |
| 31 oktober 2017   | Kyren Wilson       | Martin Gould          | International Championship           |
| 12 december 2017  | Cao Yupeng         | Andrew Higginson      | Scottish Open                        |
| 26 januari 2018   | Martin Gould       | Li Hang               | Championship League                  |
| 26 maart 2018     | Luca Brecel        | John Higgins          | Championship League                  |
| 3 april 2018      | Ronnie O'Sullivan  | Elliot Slessor        | China Open                           |
| 4 april 2018      | Stuart Bingham     | Ricky Walden          | China Open                           |
| 12 april 2018     | Liang Wenbo        | Rod Lawler            | Wereldkampioenschap (Q)              |
| 24 augustus 2018  | Michael Georgiou   | Umut Dikme            | Paul Hunter Classic                  |
| 24 augustus 2018  | Jamie Jones        | Lee Walker            | Paul Hunter Classic                  |
| 16 oktober 2018   | Thepchaiya Un-Nooh | Soheil Vahedi         | English Open                         |
| 17 oktober 2018   | Ronnie O'Sullivan  | Allan Taylor          | English Open                         |
| 8 november 2018   | Mark Selby         | Neil Robertson        | Champion of Champions                |
| 12 december 2018  | John Higgins       | Gerard Greene         | Scottish Open                        |
| 21 december 2018  | Judd Trump         | Lukas Kleckers        | German Masters (Q)                   |
| 22 januari 2019   | David Gilbert      | Stephen Maguire       | Championship League                  |
| 12 februari 2019  | Neil Robertson     | Jordan Brown          | Welsh Open                           |
| 14 februari 2019  | Noppon Saengkham   | Mark Selby            | Welsh Open                           |
| 28 februari 2019  | Zhou Yuelong       | Lyu Haotian           | Indian Open                          |
| 3 april 2019      | Stuart Bingham     | Peter Ebdon           | China Open                           |
| 17 juni 2019      | Tom Ford           | Fraser Patrick        | International Championship (Q)       |
| 17 oktober 2019   | Tom Ford           | Shaun Murphy          | English Open                         |
| 12 november 2019  | Stuart Bingham     | Lu Ning               | Northern Ireland Open                |
| 27 november 2019  | Barry Hawkins      | Gerard Greene         | UK Championship                      |
| 11 februari 2020  | Kyren Wilson       | Jackson Page          | Welsh Open                           |
| 6 augustus 2020   | John Higgins       | Kurt Maflin           | Wereldkampioenschap                  |
| 13 september 2020 | Ryan Day           | Rod Lawler            | Championship League                  |
| 30 oktober 2020   | John Higgins       | Kyren Wilson          | Championship League                  |
| 10 november 2020  | Shaun Murphy       | Chen Zifan            | German Masters (Q)                   |
| 18 november 2020  | Judd Trump         | Gao Yang              | Northern Ireland Open                |
| 24 november 2020  | Kyren Wilson       | Ashley Hugill         | UK Championship                      |
| 25 november 2020  | Stuart Bingham     | Zak Surety            | UK Championship                      |
| 7 december 2020   | Zhou Yuelong       | Peter Lines           | Scottish Open                        |
| 4 januari 2021    | Stuart Bingham     | Thepchaiya Un-Nooh    | Championship League                  |
| 20 januari 2021   | Gary Wilson        | Liam Highfield        | WST Pro Series                       |
| 16 augustus 2021  | John Higgins       | Alexander Ursenbacher | British Open                         |
| 20 augustus 2021  | Ali Carter         | Elliot Slessor        | British Open                         |
| 24 september 2021 | Xiao Guodong       | Fraser Patrick        | Scottish Open (Q)                    |
| 10 oktober 2021   | Mark Allen         | Si Jiahui             | Northern Ireland Open                |
| 22 oktober 2021   | Thepchaiya Un-Nooh | Fan Zhengyi           | German Masters (Q)                   |
| 24 november 2021  | Gary Wilson        | Ian Burns             | UK Championship                      |
| 13 maart 2022     | Judd Trump         | Matthew Selt          | Turkish Masters                      |
| 25 maart 2022     | Stuart Bingham     | Gerard Greene         | Gibraltar Open                       |
| 11 april 2022     | Graeme Dott        | Pang Junxu            | Wereldkampioenschap (Q)              |
| 25 april 2022     | Neil Robertson     | Jack Lisowski         | Wereldkampioenschap                  |
| 16 juli 2022      | Zhang Anda         | Anton Kazakov         | European Masters                     |
| 17 juli 2022      | Hossein Vafaei     | Ng On-yee             | European Masters                     |
| 29 september 2022 | Mark Selby         | Jack Lisowski         | British Open                         |
| 8 oktober 2022    | Marco Fu           | John Higgins          | Hong Kong Masters                    |
| 6 november 2022   | Judd Trump         | Ronnie O'Sullivan     | Champion of Champions                |
| 29 november 2022  | Judd Trump         | Mitchell Mann         | Scottish Open                        |
| 16 december 2022  | Mark Williams      | Niel Robertson        | English Open                         |
| 3 februari 2023   | Robert Milkins     | Chris Wakelin         | German Masters                       |
| 16 februari 2023  | Shaun Murphy       | Daniel Wells          | Welsh Open                           |
| 20 maart 2023     | Thepchaiya Un-Nooh | Xu Si                 | WST Classic                          |
| 30 maart 2023     | Ryan Day           | Mark Selby            | Tour Championship                    |
| 19 april 2023     | Kyren Wilson       | Ryan Day              | Wereldkampioenschap                  |
| 30 april 2023     | Mark Selby         | Luca Brecel           | Wereldkampioenschap                  |
| 28 juli 2023      | Sean O'Sullivan    | Barry Hawkins         | European Masters (Q)                 |
| 18 september 2023 | Ryan Day           | Mink Nutcharut        | International Championship (Q)       |
| 12 november 2023  | Zhang Anda         | Tom Ford              | International Championship           |
| 19 november 2023  | Xu Si              | Ma Hailong            | UK Championship (Q)                  |
| 7 december 2023   | Shaun Murphy       | Bulcsú Révész         | Snooker Shoot-Out                    |
| 8 januari 2024    | Ding Junhui        | Ronnie O'Sullivan     | Masters                              |
| 12 januari 2024   | Mark Allen         | Mark Selby            | Masters                              |
| 6 februari 2024   | Kyren Wilson       | Tom Ford              | Championship League                  |
| 10 februari 2024  | John Higgins       | Fan Zhengyi           | Championship League                  |
| 17 februari 2024  | Gary Wilson        | John Higgins          | Welsh Open                           |
| 29 februari 2024  | Joe O'Connor       | Elliot Slessor        | Championship League                  |
| 18 maart 2024     | Zak Surety         | Ding Junhui           | World Open                           |
| 15 april 2024     | Noppon Saengkham   | Andy Hicks            | Wereldkampioenschap (Q)              |
| 1 september 2024  | Noppon Saengkham   | Amir Sarkhosh         | Saudi Arabia Masters                 |
| 13 september 2024 | Fan Zhengyi        | Liam Pullen           | English Open (Q)                     |
| 26 september 2024 | Mark Allen         | Ben Mertens           | British Open                         |
| 11 oktober 2024   | Si Jiahui          | Judd Trump            | Wuhan Open                           |
| 5 november 2024   | Xu Si              | Ryan Day              | International Championship           |
| 26 november 2024  | Zhang Anda         | Lei Penfan            | UK Championship                      |
| 7 januari 2025    | Jak Jones          | Chris Wakelin         | Championship League                  |
| 18 januari 2025   | Shaun Murphy       | Mark Allen            | Masters                              |
| 25 januari 2025   | David Gilbert      | Zhou Yuelong          | Championship League                  |
| 5 februari 2025   | Mark Selby         | Xiao Guodong          | Championship League                  |
| 6 februari 2025   | Xu Si              | Bulcsú Révész         | Welsh Open (Q)                       |
| 24 februari 2025  | Shaun Murphy       | Zhou Jinhao           | World Open                           |
| 13 april 2025     | Jackson Page       | Allan Taylor          | Wereldkampioenschap (Q)              |
| 14 april 2025     | Jackson Page       | Allan Taylor          | Wereldkampioenschap (Q)              |
| 25 april 2025     | Mark Allen         | Chris Wakelin         | Wereldkampioenschap                  |
| 17 juli 2025      | Fan Zhengyi        | Xu Si                 | Championship League                  |
| 29 juli 2025      | Zhang Anda         | Ding Junhui           | Shanghai Masters                     |
| 10 augustus 2025  | Thepchaiya Un-Nooh | Jordan Brown          | Saudi Arabia Masters                 |
| 15 augustus 2025  | Ronnie O'Sullivan  | Chris Wakelin         | Saudi Arabia Masters                 |
| 15 augustus 2025  | Ronnie O'Sullivan  | Chris Wakelin         | Saudi Arabia Masters                 |

Jargon ·
Maximumbreak ·
Effect ·
Gesnookerd ·
Hulpstukken ·
Spelers ·
Toernooien